# Nikola Milutinov
Nikola Milutinov (cirílico sérvio:Никола Милутинов) (Novi Sad, 30 de dezembro de 1994) é um basquetebolista profissional sérvio que atualmente joga na HEBA Basket e Euroliga pelo Olympiacos Pireu. O atleta possui 2,06m e atua na posição Pivô. 